# کودک تاونگ
کودک تاونگ (انگلیسی: Taung Child که به نام Australopithecus africanus (جنوبی‌کپی آفریقایی) نیز شناخته می‌شود، جمجمه فسیل شده و قفسه مغزی یک انسان جوان است که در معدن سنگ آهک تاونگ در آفریقای جنوبی در سال ۱۹۲۴ توسط دیرینه انسان‌شناس ریموند دارت کشف شد. کشف این نمونه در تغییر دیدگاه رایج در آن زمان که تکامل انسان فقط در اوراسیا رخ داده‌است، نقش بسزایی داشت. تخمین زده می‌شود که کودک تاونگ در حدود ۲٫۸ میلیون سال پیش در دوران اولیه پلیستوسن می‌زیسته‌است و به عنوان یکی از مهم‌ترین فسیل‌های اولیه انسان کشف شده در نظر گرفته می‌شود.
کشف کودک تاونگ یک پیشرفت مهم در زمینه دیرینه انسان شناسی بود، زیرا شواهدی برای نظریه تکامل انسان ارائه کرد. همچنین دیدگاه رایج در آن زمان مبنی بر اینکه اجداد انسان دارای مغزهای بزرگ و چهره های بیرون زده بودند را به چالش کشید.
از زمان کشف تاونگ چایلد به طور گسترده توسط دانشمندان سراسر جهان مورد مطالعه قرار گرفته است. کشف آن راه را برای تحقیقات بیشتر در مورد تکامل انسان هموار کرد و به ما کمک کرد تا جایگاه خود در جهان و تاریخ تکامل خود را بهتر درک کنیم.